# Arroyo Mullet
El arroyo Mullet (en inglés: Mullet Creek) es un río pequeño en el este de la isla Soledad, en las islas Malvinas que nace cerca del cerro Zapador en las Alturas Rivadavia y desemboca en el puerto Enriqueta, al sur de la capital isleña.

## Historia
El arroyo es conocido por su papel en la guerra de las Malvinas el 2 de abril de 1982 cuando las fuerzas armadas argentinas desembarcaron en el arroyo y llegaron a Puerto Argentino/Stanley, provocando horas más tarde que el gobernador isleño se rinda con los diez Royal Marines que había en la casa del gobernador tras un pequeño combate.
La Operación Rosario se inició en la tarde-noche del jueves 1 de abril de 1982 cuando el destructor argentino ARA Santísima Trinidad se detuvo a 500 metros del arroyo y 21 embarcaciones de asalto Gemini desembarcaron. Transportaban a 84 soldados de las fuerzas especiales argentinas; integrada por los Comandos Anfibios (APCA), de cuya agrupación era el comantante el Capitán Guillermo Sánchez-Sabarots, secundado en el comando por el CC Pedro Edgardo Giachino, quien falleció horas más tarde en combate, encabezando el contingente que se destacó hacia la casa del gobernador,desde grupo principal que se dirigió hacia el cuartel de Royal Marines. Junto a los miembros de la APCA, desembarcaron también un grupo de Buzos Tácticos. El resto de esta agrupación, lo hizo desde un submarino en la bahía frente a Pto. Argentino.